# 柳澤広平
柳澤 広平（やなぎさわ こうへい、1993年5月24日 - ）は、日本の元男子バレーボール選手・指導者である。

## 来歴
長野県松本市出身。母に勧められて14歳のときにバレーボールを始める。
2009年、創造学園高等学校（現・松本国際高等学校）、に進学。2年時の2010年度、第65回国民体育大会の少年男子に長野県代表として出場し、チームは3位となった。3年時の2011年度、インターハイで優勝に貢献。第64回春の高校バレーでも準優勝に貢献した。
2012年、東京学芸大学に進学。2015年、V・プレミアリーグ（当時のVリーグ1部リーグ）に所属するジェイテクトSTINGSの内定選手となる。
2016年、大学卒業後、ジェイテクトSTINGSに入団。2017/18シーズンに入ると出場機会が増えた。ただ、ジェイテクトでは途中出場が多かった。
2022-23シーズンをもってジェイテクトSTINGSを退団した。ジェイテクトも退社し、体力があるうちに新たなチャレンジをしバレーボールに打ち込みたいと意気込み、移籍を示唆した。そして、2023-24シーズンに向けて、タイリーグのダイヤモンド・フードに移籍した。チームは準優勝となり、ベストアウトサイドヒッター賞を受賞した。ダイヤモンド・フードには2024年9月に行われたパナソニックエナジーカップまで在籍した。
2024年には、女子日本代表のサポートスタッフを務めた後、イスラエル・モルディブでプレー。
2025年3月、現役を引退しNECレッドロケッツ川崎のコーチに就任した。

## 所属チーム
- 創造学園高等学校（2009-2012年）
- 東京学芸大学 （2012-2016年）
- ジェイテクトSTINGS（2016-2023年）
- ダイヤモンド・フード（2023-2024年）
- Maccabi Hod Hasharon（2024年）
- Sports club city（2024年）

## 受賞歴
- 2023年 タイリーグ男子（英語版）：ベストアウトサイドヒッター賞